# 잔잔부레

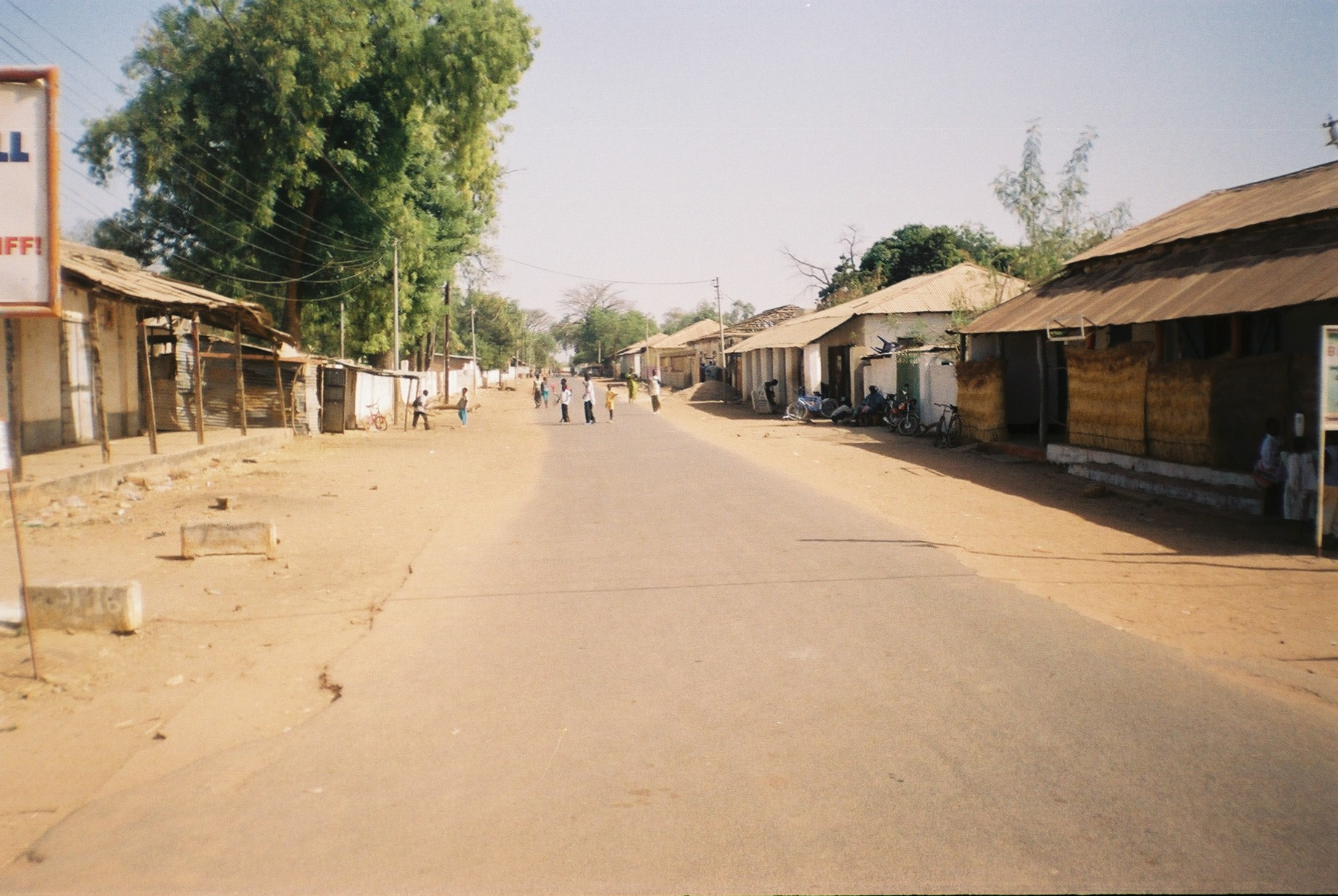

잔잔부레(Janjanbureh)는 감비아 동부에 위치한 도시로, 센트럴리버구의 행정 중심지이며 과거 조지타운(Georgetown)이라는 이름으로 부르기도 했던 도시이다. 1832년 감비아강에 있는 섬인 매카시섬 위에 건설되었으며 감비아에서 2번째로 큰 도시이다.